# Öffentliche Bibliothek Olang
Die Bibliothek Olang ist eine öffentliche Bibliothek in der Südtiroler Gemeinde Olang und wird seit 1999 hauptamtlich geführt. Sie befindet sich im Mehrzweckgebäude in Mitterolang neben dem Kongresshaus.

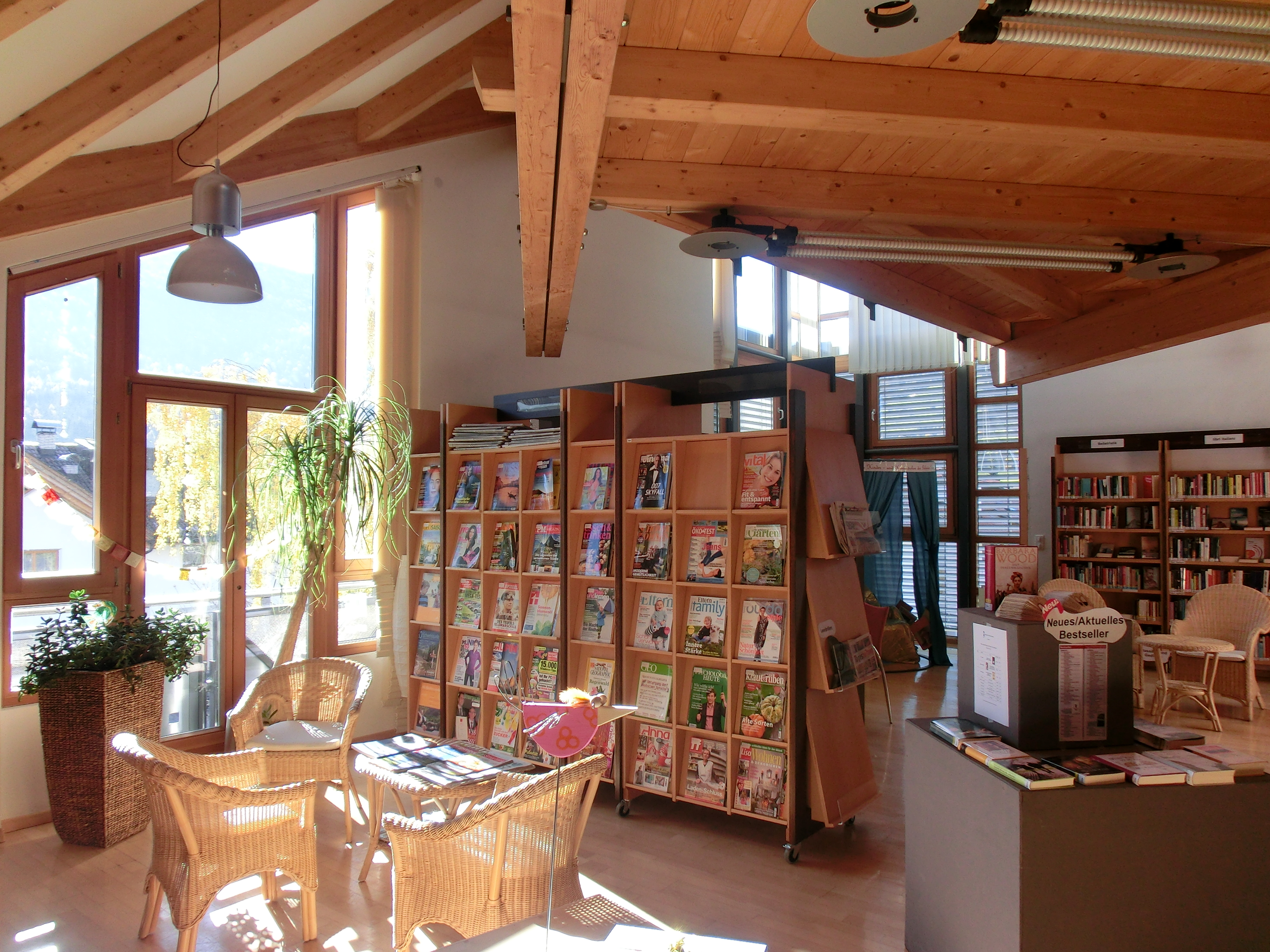
Innenansicht

## Wie alles begann
1956 wurde auf Initiative von Erna Schnarf die Volksbücherei in Oberolang gegründet. Die Bücherei bestand lediglich aus einem Bücherschrank, dieser wurde sonntags nach dem Gottesdienst geöffnet. Für die Ausleihe wurde ein kleiner Betrag eingehoben, mit welchem neue Bücher angekauft wurden. Bibliotheksnutzer waren damals fast ausschließlich ältere Leute, weswegen vor allem Heimatromane angekauft wurden. Einige Jahre später wurde im Fremdenverkehrsamt im alten Gemeindehaus die Volksbücherei weitergeführt, der damalige Leiter des Fremdenverkehrsamtes übernahm gelegentlich nebenbei auch die Ausleihe. Aus Platzgründen mussten die Bücher aber bald darauf in die Kellerräume ausweichen. Mit dem Bau des Kongresshauses (1970–71) wurde die Bücherei dorthin verlegt und mit der Schulbücherei zusammengelegt. Seit 1999 ist die Bibliothek in den neuen Räumlichkeiten des Mehrzweckgebäudes untergebracht. Zum 15-jährigen Bestehen wurde im Oktober 2014 eine besondere Jubiläumsveranstaltungsreihe mit Lesungen und Events für Jung und Alt organisiert.